# キイロシリアゲアリ亜属
キイロシリアゲアリ亜属（キイロシリアゲアリあぞく）は、キイロシリアゲアリやスエヒロシリアゲアリが属する亜属
シリアゲアリ属に属している。